# 621
| [ Edytuj tabelę ]          |                                                            |
| Cesarz Bizancjum           | - 610 Herakliusz 641                                       |
| Cesarz Chin                | - 618 Tang Gaozu 626                                       |
| Król Essexu                | - 617 Sigeberht I Mały 653                                 |
| Król Franków               | - 584 Chlotar II 629                                       |
| Cesarz Japonii             | - 592 Suiko 628                                            |
| Król Kentu                 | - 616 Eadbald 640                                          |
| Patriarcha Konstantynopola | - 610 Sergiusz I 638                                       |
| Władca Korei               | - 618 Yŏngnyu 642                                          |
| Król Longobardów           | - 616 Adaloald 626                                         |
| Papież                     | - 619 Bonifacy V 625                                       |
| Król Persji                | - 590 Chosrow II Parwiz 628                                |
| Król Wizygotów             | - 612 Sisebut 621 - 621 Rekkared II 621 - 621 Swintila 631 |

Rok 621 / DCXXI
stulecia: VI wiek ~
VII wiek ~
VIII wiek

lata: 611 «
616 «
617 «
618 «
619 «
620 «
621
» 622
» 623
» 624
» 625
» 626
» 631